# San Roque González de Santa Cruz (Paraguai)
Roque Gonzales de Santa Cruz
San Roque González de Santa Cruz é uma cidade do Paraguai, Departamento Paraguarí. Possui uma população de 11.648 . Sua economia é baseada na agropecuária .

## Transporte
O município de San Roque González de Santa Cruz é servido pelas seguintes rodovias:
- Ruta 01, que liga a cidade de Assunção ao município de Encarnación (Departamento de Itapúa).[1][2][3]